# Viktor Šklovski
Viktor Borisovič Šklovski, rus. Ви́ктор Бори́сович Шкло́вский (Petrograd, 24. siječnja 1893. – Moskva, 5. prosinca 1984.) - ruski pisac iz sovjetskog razdoblja, književni povjesničar, kritičar, filmolog, teoretičar kina i scenarist. Laureat Državne nagrade SSSR-a (1979.).

## Biografija
V.B. Šklovski se rodio 24. siječnja 1893. u Sankt Peterburgu, u obitelji predavača matematike židovskog podrijetla, kasnije profesora Više topničke škole, Borisa Vladimiroviča Šklovskog i njegove supruge Varvare Karlovne, r. Bundel', rusko-njemačkog podrijetla. Njegov stric Isaak Vladimirovič Šklovski (1864. – 1935.), bio je poznati novinar, kritičar i etnograf koji je izdavao pod pseudonimom „Dioneo“. Stariji brat Viktora Šklovskog, Vladimir Borisovič Šklovski, postao je filolog, predavač francuskog jezika na Bogosloviji u Sankt Peterburgu,  1919. – 1922. bio je u Vijeću pravoslavnih zajednica Petrograda, nekoliko puta su ga uhitili, te je strijeljan 1937. Drugi brat, Nikolaj Borisovič (1890. – 1918.), bio je strijeljan 1918. kao eser ↓e1. Sestra Jevgenija Borisovna (1891. – 1919.) umrla je u Petrogradu 1919.
Viktor Šklovski je mladost proveo u Petrogradu. Iako je puno čitao, bio je isključen iz škole zbog lošeg uspjeha, ali je uspio završiti „popustljivu“ gimnaziju. Još dok je bio u gimnaziji počeo je objavljivati u časopisu „Vesna“. Studirao je na peterburškom sveučilištu, na povijesno-filološkom fakultetu, slušao je predavanja znanstvenika kao što su Ignatij Kračkovskij i Baudouin de Courtenay.
Nakon početka Prvog svjetskog rata u jesen 1914. otišao je kao dobrovoljac u vojsku. Promijenio je nekoliko vojnih zanimanja, te se 1915. vratio u Petrograd, gdje je služio u školi časnika-instruktora za oklope. U tom je razdoblju s grupom istomišljenika (L.P. Jakubinski, J.D. Polivanov, O.M. Brik i dr.) pripremao prvi i drugi svezak Zbornika iz teorije pjesničkog jezika (rus. Сборники по теории поэтического языка, 1916., 1917.), u koji su ušli radovi samog Šklovskog, „O poezii i zaumnom jazyke“ i „Iskusstvo kak priem“. 1916. Šklovski je postao jedan od utemeljitelja OPOJAZ-a ↓o1, koji je okupio teoretičare formalne škole u znanosti o književnosti; uveo je termin začudnost.
Aktivno je sudjelovao u Veljačkoj revoluciji, bio je izabran za člana odbora (komiteta) petrogradske Pričuvne oklopne divizije, kao njezin predstavnik je sudjelovao u radu Petrogradskog vijeća ("sovjeta"). Bio je poslan 3. srpnja 1917. na Jugozapadni front kao pomoćnik komesara Privremene vlade. Osobno je bio poveo napad na jednu od pukovnija, metak mu je probio trbuh, te mu je sam L.G. Kornilov uručio Križ svetog Georgija 4-og stupnja[Da nije Jurij? Kako je izvorno ime tog odlikovanja?]. Nakon što je ozdravio, kao pomoćnik komesara Privremene vlade bio je poslan u Prvi Kavkavski konjički korpus u Perziju, gdje je organizirao evakuaciju ruskih četa, te se vratio s njima u Petrograd početkom 1918.
U Petrogradu je Šklovski radio u Umjetničko-povijesnoj komisiji Zimskog dvorca i aktivno sudjelovao u antiboljševičkoj zavjeri esera. Nakon što je zavjera bila razotkrivena, Šklovski je bio prisiljen napustiti Petrograd i otputovati u Saratov, gdje se neko vrijeme skrivao u psihijatrijskoj bolnici, istovremeno radeći na teoriji proze. Zatim je otputovao u Kijev, gdje je služio u četvrtoj automobilskoj oklopnoj diviziji te sudjelovao u neuspjelom pokušaju svrgavanja hetmana Pavla Skoropadskog.
Na molbu poznanice, koja ga je nagovorila da dostavi veliku svotu novca u Petrograd, došao je do same Moskve, no prepoznao ga je agent Čeke te je, spašavajući se uhićenja, iskočio iz vlaka. Nakon toga je, došavši do prijestolnice, susreo M. Gorkog, koji se zauzeo za njega pred J.M. Sverdlovim. Prema nekim izvorima, Sverdlov je izdao Šklovskom dokument na formularu VCIK-a ↓v1 sa zahtjevom da obustave postupak protiv njega. Krajem 1918. Šklovski je odlučio da više neće sudjelovati u politici, te se početkom 1919. vratio u Petrograd, gdje je predavao teoriju književnosti u Školi umjetničkog prevođenja u petrogradskom nakladnom zavodu „Vsemirnaja literatura“.
U proljeće 1920. je sudjelovao u dvoboju, napustio Petrograd i krenuo u potragu za suprugom koja je otputovala u Ukrajinu, spašavajući se od gladi. Kao pripadnik Crvene armije Šklovski je sudjelovao u bitkama kod Aleksandrovska, Hersona i Kahovke.
Zatim se Šklovski opet vratio u Petrograd, 9. listopada 1920. bio je izabran za profesora Ruskog instituta povijesti umjetnosti. 1921. i početkom 1922. Šklovski je aktivno objavljivao u časopisima „Peterburg“, „Dom iskusstv“, „Knižnyj ugol“, posebnim otiscima je objavio niz članaka iz znanosti o književnosti, izdao knjigu memoara „Revoljucija i front“, sudjelovao na skupovima grupe „Serapionova braća“. No 1922. godine započela su uhićivanja esera, te je Šklovski 4. ožujka 1922., bježeći od uhićenja, otputovao u Finsku. Njegova se supruga, uhićena kao talac, nalazila u zatvoru. Šklovski je živio u Berlinu od travnja 1922. do lipnja 1923., gdje je objavio knjigu memoara „Sentimental'noje putešestvije“ (1923.), čiji je pak naziv posudio od knjige Laurencea Sternea „Sentimentalno putovanje po Francuskoj i Italiji“ (1768.).
Od konca 1922. Šklovski je molio za povratak u Sovjetski Savez. Vratio se u rujnu 1923. i živio u Moskvi. Bio je blizak s futuristima – Hljebnikovim, Kručonihom i Majakovskim, kojeg je osobito dobro poznavao i kojeg je posjećivao u stanovima u Gendrikovoj ulici i Lubjanskom prolazu. S njemu svojstvenim temperamentom aktivno je sudjelovao u književnim raspravama 1920-ih u Dvorcu umjetnosti i Velikom auditoriju Politehničkog muzeja. Jedan je od vođa grupe LEF ↓l1. 
Njegova su idejna i estetska gledišta napadali ideolozi RAPP-a ↓r1.
Godine 1930. Šklovski se pojavio s pokajničkim člankom „O jednoj znanstvenoj pogrešci“ (rus. „Об одной научной ошибке“). Od 1930-ih je, prisiljen da se okrene principima šireg socijalno-povijesnog istraživanja, nastupao kao kritičar suvremene književnosti. Moskovski dojmovi opisani su u njegovoj knjizi „O Majakovskom“, „Vstreči“, memoarima „Žili-byli“ i dr., te daju živopisnu sliku života moskovske stvaralačke inteligencije 1920-ih.
U jesen 1932. Šklovski je otputovao na gradilište Bjelomorsko-Baltičkog kanala. Glavni cilj njegovog puta nije bilo sakupljanje materijala (iako je Šklovski napisao opširne fragmente za zajedničku knjigu 1934. koja veliča izgradnju kanala), već susret s bratom koji se nalazio u zatvoru, te, ako je moguće, ublažavanje kazne. Na pitanje čekista kako se tamo osjeća, Šklovski je odgovorio: „Kao živa lisica u prodavaonici krzna.“.
Interes za rusku povijest, te djelomično i za moskovsku, odrazio se u pripovijestima „Matvej Komarov, žitel' goroda Moskvy“ (1929.), „Minin i Požarskij“ (1939.) i dr. Veliko mjesto u stvaralaštvu Šklovskog zauzimaju radovi o Tolstoju, Dostojevskom, Sergeju Ejzenštejnu.
Na Zapadu se interes za njegov rad 1920-ih godina pojavio tek 1960-ih.
V.B. Šklovski je preminuo 5. prosinca 1984. Sahranjen je u Moskvi na Kuncevskom groblju.

## Obitelj
- Prva supruga – Vasilisa Georgijevna Šklovskaja-Kordi (1890. – 1977.), umjetnica.
  - Sin – Nikita Viktorovič Šklovski-Kordi (1924. – 1945.), poginuo na frontu.
  - Kćer – Varvara Viktorovna Šklovskaja-Kordi (r. 1927.), fizičarka. Njezin sin (iz braka s biofizičarem Jefimom Libermanom) – onkolog i fiziolog Nikita Jefimovič Šklovski-Kordi. U drugom je braku s pjesnikom Nikolajem Pančenkom.
- Druga supruga (od 1956.) – Serafima Gustavovna Suok.[5][6]

## Nagrade i odlikovanja
- Državna nagrada SSSR (1979.) – za drugo izdanje knjige „Ejzenštejn“,
- tri odličja „Trudovoe Krasnoje Znam'a“,
- odličje „Družba naroda“,
- Križ sv. Georgija 4-og stupnja.

## Zanimljive činjenice
- Izraz „hamburški rezultat“ (rus. гамбургский счёт), uveden u ruski jezik zahvaljujući Šklovskom, temeljio se na priči o zatajenim mečevima u Hamburgu, kada su borci odlučivali tko je od njih jači, ali za sebe, a ne za publiku, što se događalo tajno. Po svoj prilici, ti hamburški mečevi su izmišljotina Šklovskog, i oni se nikada nisu održali.
- Šklovskog je M. Bulgakov, koji ga je mrzio zbog ljubavnog suparništva,[7] prikazao pod prezimenom Špoljanskij u romanu „Bijela garda“, kao čovjeka s demonskim zaliscima, koji je zapovijedao automobilskom divizijom u Kijevu i koji ju je sabotirao prije dolaska S.V. Petljure – što je čin koji je Šklovski u stvarnosti izvršio, iako u drugo vrijeme.

U Bulgakovljevoj „Bijeloj gardi“ postoji lik koji kvari spremnike hetmanskih oklopnih automobila, sipa u njih šećer. To je Šklovski. To je istinita priča. On je kao eser bio protiv hetmana.
- „Zoo, ili Pis'ma ne o ljubvi“ temelje se na djelomično izmišljenoj, djelomično istinitoj berlinskom dopisivanju Šklovskog s Elsom Triole, sestrom Lile Brik, koja mu nije uzvraćala ljubav. Nekoliko je pisama napisala ona. Nakon nekog vremena postala je poznata francuska spisateljica i supruga Louisa Aragona. M. Gorki joj je savjetovao da piše knjige nakon što je pročitao njezina pisma u „Zoo“.
- Osim toga, V. Šklovski se pojavljuje kao lik ili kao prototip u sljedećim djelima: knjige Olge Forš („Sumasšedšij korabl'“, lik Žukanec), romani Venjamina Kaverina („Skandalist, ili Večera na Vasiljevskom ostrove“, lik Nekrylov), knjige Vsevoloda Ivanova („U“, lik Andrejšin). Prema pretpostavci istraživača, također se pojavljuje kao prototip Serbinova iz romana „Čevengur“ Andreja Platonova.
- Ime junakinje „Suok“ u romanu „Tri tolst'aka“ J. Oleše je ustvari djevojačko prezime Olešine supruge Olge Gustavovne. Njezina sestra Serafima Gustavovna (1902. – 1982.) se udala za Šklovskog, a druga sestra, Lidija, za E. Bagrickog. Serafima je u početku bila u građanskom braku s Olešom („bezosjećajna lutka“), a od 1922. – s Vladimirom Narbutom, a poslije s N. Hardžijevim, i tek zatim sa Šklovskim. Ona je prikazana kao „prijateljica ključara“, „družica“ u romanu Valentina Katajeva „Almaznyj moj venec“. Prije nje Šklovski je bio u braku s umjetnicom Vasilisom Šklovskom-Kordi (1890. – 1977.).

### Izreke
- Boemu je stvorio VAPP ↓va1, koji je kooptirao u pisce 3000 tisuće ljudi. (iz govora)
- Kada propuštamo autobus, ne radimo to iz pristojnosti. (po B. Sarnovu)
- Ljubav je predstava. S kratkim činovima i dugim međučinovima. Najteže je naučiti se ponašati u međučinu. („Tretja fabrika“)
- Da bi se upoznalo vlastito srce, mora se znati malo anatomije. („Lev Tolstoj“)
- Stube književnih organizacija vode k nacrtanim vratima. Te stube postoje samo dok hodaš. („Tretja fabrika“)
- Što se tiče struje, telefona i kupaonice, to je nužnik u 100 hvati. („Tretja fabrika“)
- Sovjetska vlast je naučila znanost o književnosti kako se razumjeti u nijanse govna.
- Mi ne dobivamo novac za rad, već za poteškoće s kojima ga dobivamo.

## Djela
| - Sabrana djela u tri toma, - „Voskrešenije slova“, 1914., teoretski rad, - „Vstreči“, 1944., - „Vtoroj maj posle okt'abr'a“, povijesna proza, - „V Jasnoj Poljane“, povijesna proza, - „Gamburgskij sčet“, 1928., - „Dnevnik“, 1939., zbornik članaka, - „Dostojevski“, 1971., članak, - „Žili-byli“, memoari, - „Žitije arhijerejskogo služki“, povijesna proza, - „Za i protiv“. Zametki o Dostojevskom“, 1957., - „Zametki o proze russkih klassikov“, 1955., - „Za 60 let. Raboty o kino“, zbornik članaka i istraživanja, - „Za sorok let. Statji o kino“ (uvod. čl. M. Blejmana), 1965., zbornik članaka i istraživanja, - „Iprit“, fantastični roman (u suradnji s Vsevolodom Ivanovim), 1925., - „Iskusstvo kak prijem“, članak, - „Istoričeskije povesti i rasskazy“, 1958., zbornik - „Konstantin Eduardovič Ciolkovskij“, - „Lev Tolstoj Šklovskogo“, biografija za ŽZL, - „Literatura i kinematograf“, 1923., zbornik, - „Marko Polo“, povijesna pripovijest, (ŽZL, 1936.), - „Matvej Komarov, žitel' goroda Moskvy, 1929., pripovijest, - „Minin i Požarskij“, 1940., povijesna proza, - „O masterah starinnyh“, povijesna proza, - „O Majakovskom“, 1940., memoari, - „O poezii i zaumnom jazyke“, teoretski rad, - „O solnce, cvetah i ljubvi“, - „O teorii prozy“, 1925., teoretski rad, - „O teorii prozy“, 1983., teoretski rad, | - „Povesti o proze. Razmyšlenija i razbory“, 1966., na temelju obrade starih djela: - „Hudožestvennaja proza. Razmyšlenija i razbory“, 1961., - „Zametki o proze russkih klassikov“, 1953., - „Za i protiv“. Zametki o Dostojevskom“, 1957., - „Zametki o proze Puškina“, 1937., - „Povest' o hudožnike Fedotove“, „Kapitan Fedotov“, 1936., („Fedotov“, u biografskoj seriji ŽZL-a, 1965.), - „Podenščina“, 1930., - „Poiski optimizma“, 1931., - „Portret“, povijesna proza, - „Pjat' čelovek znakomyh“, 1927., - „Razvertyvanije sjužeta“, 1921., teoretski rad, - „Revolucija i front“, 1921., memoari (kasnije će ući u sastav djela „Sentimental'noje putešestvije“, - „Rozanov“, članak, - „Svincovyj žrenij“, 1914., pjesnički zbornik, - „Sentimental'noje putešestvije“, autobiografska proza o razdoblju Građanskog rata, - „Sozrelo leto“, - „Tetiva. O neshodstve shodnogo“, 1970., teoretski rad, - „Tehnika pisatel'skogo remesla“, 1927., - „Tretja Fabrika“, autobiografska proza, 1926., - „'Tristram Shandy' Sterna i teorija romana“, 1921., teoretski rad, - „Udači i poraženija Maksima Gor'kogo“, 1926., - „Hod konja“, 1923., zbornik, - „Čulkov i Levšin“, 1933., - „Ejzenštejn“ (dobivena Državna nagrada), - „Energija zabluždenija", 1981., - „Zoo. Pis'ma ne o ljubvi ili Tretja Eloiza“, 1923., epistolarni roman. |

### Filmski scenariji
Mnogi od njih su napisani u suautorstvu.

#### Nijemi filmovi
- „Krylja holopa“, 1926.,
- „Po zakonu“, 1926., (ekranizacija romana Jacka Londona),
- „Predatelj“, 1926., režiser – Abram Room,
- „Tretja Meščanskaja“, 1927., režiser – Abram Room,
- „Uhaby“, 1927., režiser – Abram Room,
- „Jevrei i zemlja“, 1927., (dokumentarni film),
- „Ledjanoj dom“, 1927., (ekranizacija romana Ivana Lažečnikova),
- „Dva bronevika“, 1928.,
- „Dom na Trubnoj“, 1928., režiser - Boris Barnet, gl. uloga – Vera Mareckaja, scenarij – zajedno s Erdmanom i dr.,
- „Kazaki“ (Gruzija), 1928.,
- „Ovod“ (Gruzija), 1928.,
- „Kapitanskaja dočka“, 1928.,
- „Poslednij atrakcion“, 1928.,
- „Turksib“, 1929., (dokumentarni film)
- „Amerikanka“ (Gruzija), 1930.,
- „Otčim“ (Gruzija), 1930.

#### Crtani filmovi
- „Tri medved'a“, 1937. (animirani film)

#### Zvučni filmovi
- „Molodež' pobeždaet“ (Gruzija), 1928.,
- „Mertvyj dom“, 1932. (ekranizacija djela F. Dostojevskog). Osim pisanja scenarija, Šklovski se pojavljuje u ulozi Petraševskog;
- „Gorizont“, 1932., režiser – L.V. Kulešov,
- „Minin i Požarskij“, 1939., režiser – V.I. Pudovkin (ekranizacija knjige Šklovskog),
- „Ališer Navoi“, 1947.,
- „Daljekaja nevesta“, 1948.,
- „Čuk i Gek“, 1953.,
- „Ovod“, 1955., u gl. ulozi – Oleg Striženov,
- „Kazaki“, 1961., režiser – Vasilij Pronin,
- „Tri tolst'aka“, 1963. (animirani film),
- „Skazka o zolotom petuške“, 1967. (animirani film),
- „Ballada o Beringe i jego druzjah", 1970.

### Televizijske emisije
Šklovski se pojavljivao kao pripovjedač u sljedećim serijama:
- „Žili-byli“ (1972.)
- „Slovo o L've Tolstom“ (1978.)

### Televizijske emisije o Šklovskom
- Emisija „Kul'turnyj sloj“ o Šklovskom na Petom Kanalu (Sankt Peterpurg)

## Vanjske poveznice
- Enciklopedija Krugosvet, Šklovskij, V.B.
- Aforizmi Šklovskog
- Razumnyj, V.A., Sjećanja suvremenika o V. Šklovskom[neaktivna poveznica]
- L'voff, Bazil', Stranstvija ostranenija
- L'voff, Bazil', Ob ostranenii Šklovskogo  Arhivirana inačica izvorne stranice od 4. kolovoza 2008. (Wayback Machine)
- Šklovski, V., Pis'ma vnuku

1. ↑e1 Rus. эсер, skraćeno od социалреволюционер - član socijalno-revolucionarne stranke, skr. SR (1901-1921).
2. ↑o1 Rus. Общество изучения теории поэтического языка, skr. ОПОЯЗ - Društvo za proučavanje pjesničkoga jezika (1916-1925).
3. ↑v1 Rus. Всероссийский центральный исполнительный комитет, skr. ВЦИК - Sveruski centralni izvršni komitet (1917-1937)
4. ↑l1 Rus. Левый фронт искусств, skr. ЛЕФ - Lijeva fronta umjetnosti. Ruska književna skupina osnovana 1923. u Moskvi, raspala se 1928; istaknuti članovi: V. Majakovski, O. Brik, S. Tretjakov.
5. ↑r1 Rus. Российская ассоциация пролетарских писателей, skr. РАПП - Rusko društvo proletarskih pisaca (1925-1932).
6. ↑va1 Rus. Всероссийская ассоциация пролетарских писателей, skr. ВАПП - Sverusko društvo proletarskih pisaca (1920-1928)